# Laguna Madre Sal
Laguna Madre Sal är en sjö i Guatemala.   Den ligger i departementet Departamento de Retalhuleu, i den sydvästra delen av landet, 140 km väster om huvudstaden Guatemala City. Laguna Madre Sal ligger 3 meter över havet.